# 平野啓子の語りの世界
平野啓子の語りの世界（ひらのけいこの・かたりのせかい）は、ABCラジオで2009年4月－2010年3月に放送された平野啓子の朗読・トーク番組。2008年4月-2009年3月放送の「平野啓子の平成語り部文庫」を事実上の前身としている。また続編として2010年10月から2011年3月まで「平野啓子と語りの子たち」が放送された。
NHK契約アナウンサー出身の語り部として様々な名作、独り舞台を繰り広げた平野が初めて民放で担当し、様々な文芸作品を朗読する。2008年度のシリーズでは源氏物語の朗読を行った。また、藤崎健一郎（朝日放送アナウンサー）との対談、2010年秋からの続編では平野が教授を勤める大阪芸術大学の生徒に平野の朗読技術を紹介する場面もある。

## 放送日時
- 「平成語り部文庫」　2008年4月-2009年3月　毎週土曜12時45分から13時
- 「語りの世界」　2009年4月-2010年3月　毎週土曜23時から23時30分
- 「語りの子たち」　2010年10月-2011年3月　毎週月曜21時15分から21時30分